# Johann Passler
Johann Passler (n. 18 august 1961, Rasun-Anterselva, Trentino-Tirolul de Sud, Italia) este un biatlonist ce a reprezentat Italia, medaliat olimpic. A participat la 4 ediții ale Jocurilor Olimpice (1984, 1988, 1992, 1994) în care a câștigat două medalii de bronz.